# Eligio Porcu
(Capitano Eligio Porcu, 1918)
Capitano Eligio Porcu (Quartu Sant'Elena, 19 dicembre 1894 – Santi Angeli, 16 giugno 1918) è stato un militare italiano.
Morì in battaglia durante la prima guerra mondiale.

## Biografia

### Infanzia e adolescenza
Eligio Porcu nasce da Giovanni Battista e da Vincenza Ruggiu.
Trascorre la sua infanzia con i genitori e a sette anni inizia a frequentare la scuole elementari.

Una foto di Eligio Porcu da militare

Nell'anno scolastico 1910/1911 frequenta la prima classe dell'istituto tecnico "Pietro Martini" di Cagliari.
A scuola non è uno dei migliori ed Eligio si ritrova spesso a dover riparare a ottobre qualche materia.
Riesce ad arrivare comunque agli esami del terzo anno che non gli vanno però tanto bene. Rimandato a ottobre non riesce a recuperare le materie e viene respinto. Deluso per gli esiti degli esami Eligio non presentò l'iscrizione per l'anno scolastico 1913/1914.

### La chiamata alle armi
Eligio riceve la cartolina di leva nel 1913. Il 12 maggio 1914 Eligio sviluppa 82 cm di torace ed era alto 1,66 m.
Viene chiamato al distretto militare di Cagliari col numero 233 della leva del 1894, viene dichiarato abile e viene arruolato nella prima categoria e lasciato momentaneamente in congedo limitato.
Il congedo non dura molto e il 22 dello stesso mese viene assegnato alla seconda categoria e il 10 novembre è chiamato per "Istruzioni". Due giorni dopo entra a far parte del 46º Reggimento Fanteria della Brigata "Reggio".
Il 31 dicembre dello stesso anno entra a far parte dell'84º Reggimento Fanteria come allievo-ufficiale.
Il 27 aprile 1915 viene promosso caporale, ma due giorni dopo diventa sergente allievo-ufficiale.
Frequenta la scuola per allievo-ufficiale in una località non nota che molto probabilmente si trova tra Pisa e Firenze.
A maggio dello stesso anno viene promosso sergente.

Eligio Porcu in congedo a Quartu davanti alla chiesa di San Benedetto

L'11 luglio diventa sottotenente di complemento ed è assegnato al 45º Reggimento Fanteria brigata "Reggio" e viene subito mandato al fronte nel Cadore e combatte a Passo Falzarego, sulle Tofane, al Dente di Monte Sief e al Col di Lana.
Qui Eligio dimostra il suo coraggio e i suoi superiori gli conferiscono la Croce Belga al valor militare.
Eligio resta sempre molto attaccato alla famiglia e le invia varie foto e lettere in cui, però, non parla mai delle difficoltà della vita al fronte.
Sempre in quest'anno Eligio nella sessione autunnale degli esami di licenza "Fisica-Matematica" si presenta da esterno e supera tutte le prove con la media del sei.

### Il 1916
Dal 9 febbraio 1916 frequenta la scuola militare di sci, ritenuta essenziale ai fini del pattugliamento.
Fino al 16 giugno combatte sul fiume Boite.
Nel mese di luglio viene promosso tenente per meriti di guerra.
Il 9 agosto partecipa alla presa di Gorizia; fa parte di quel manipolo di soldati che sotto la guida di Aurelio Baruzzi espugna punta Podgora dotata di armi, trincee e caverne.
A novembre, come premio per il coraggio dimostrato nelle operazioni di guerra, i suoi superiori gli concedono un periodo di licenza in cui torna a Quartu.

### Il 1917 - La medaglia d'argento
A febbraio di quest'anno combatte ad Auronzo, presso il torrente Ansiei.
Il 7 aprile si trova a Misurina, in cui con i suoi soldati aspetta l'arrivo del bel tempo. Qui con i suoi soldati si esercita al lancio delle bombe.
Successivamente dalle trincee del Falzarego raggiunge il Piave con le truppe della IV Armata sotto comando del generale Armando Diaz che dal 1916 gestiva le posizioni difensive del Grappa.
Da agosto pare che la sfortuna si abbatta su Eligio e la sua famiglia: nel giro di poche settimane muoiono Agostino, suo fratello, e Antonietta, sua sorella.
A causa delle difficoltà delle operazioni i suoi superiori non gli concedono la licenza, ma come premio il 1º ottobre 1917 lo promuovono a Capitano. Un mese dopo assumerà il comando della nona Compagnia sul Grappa.

Eligio Porcu sul Montello

Nella notte tra il 23 e il 24 ottobre gli austro-tedeschi sfondano a Caporetto, ma vengono fermate dalle truppe stanziate lungo il Piave, collegate col Trentino attraverso il Grappa.
Il 17 dicembre Eligio si distingue per i ripetuti atti che riuscirono a fermare il nemico e questo gli valse la medaglia d'argento al Valore Militare.
Il giorno dopo altri duri scontri si registrarono sul Piave e sul Grappa dove gli austro-tedeschi tentarono di sfondare le linee Italiane.

### Il 1918 - Il sacrificio sul Montello
Dal dicembre del 1917 al gennaio del 1918 i militari Italiani dal Valderoa fanno partire la loro controffensiva, per bloccare definitivamente il tentativo di avanzata nemica. Nei primi mesi del 1918 quindi entrambi gli schieramenti cercano di predisporre i propri soldati per gli attacchi finali.
A Eligio viene ordinato dai suoi superiori di portarsi con la nona Compagnia sul Montello per difendere il caposaldo di Villa Serena. Qui arriva nel marzo dello stesso anno e oltre a Villa Serena con la sua compagnia presidia alcuni tratti di trincea.
Con l'arrivo della bella stagione si scatena l'offensiva. Il 15 giugno viene attaccato il Montello: per quattro giorni gli austriaci attaccano le posizioni italiane sul colle e ne occupano una parte.
Il 16 giugno gli austriaci cercano di prendere Villa Serena e cercano di accerchiare la nona compagnia. In aiuto della compagnia arrivano due plotoni di arditi. Allora Eligio Porcu lancia la controffensiva, si spinge fino alla linea nemica, ma viene ferito a una gamba; nonostante questo continua a dare ordini ai suoi soldati fino a quando i nemici non gli furono addosso. Tentarono di farlo prigioniero, ma lui si portò la pistola alla tempia e dopo aver urlato "Viva l'Italia!" premette il grilletto.
Questo sacrificio gli varrà il conferimento nel 1919 della medaglia d'oro al valore militare.
Dopo altri sei giorni di combattimenti gli austriaci si ritirarono alla sinistra del Piave

## Il ritorno in città
Dopo 6 anni dalla morte, la salma del capitano Eligio Porcu venne trasferita dalla strada n° 10 del Montello al cimitero di Quartu Sant'Elena. 
La traslazione della salma avviene dunque un anno dopo la salita al potere di Benito Mussolini e le autorità fasciste danno grande importanza all'evento. Alla commemorazione in municipio parteciparono tutte le maggiori autorità sarde.
Quartu Sant’Elena e Santi Angeli, frazione di Giavera del Montello (TV), sono state a oggi le sole città che hanno dedicato a Porcu una strada. Sempre a Quartu Sant'Elena gli è stata intitolata una scuola media che fa parte dell'Istituto Comprensivo "Porcu - Satta".